# Gardjaure
Gardjaure är en sjö i Arjeplogs kommun i Lappland och ingår i Umeälvens huvudavrinningsområde. Sjön har en area på 0,429 kvadratkilometer och ligger 498 meter över havet. Gardjaure ligger i Laisdalens fjällurskog Natura 2000-område.

## Delavrinningsområde
Gardjaure ingår i det delavrinningsområde (734434-154946) som SMHI kallar för Mynnar i Gramajukku. Medelhöjden är 580 meter över havet och ytan är 16,46 kvadratkilometer. Det finns inga avrinningsområden uppströms utan avrinningsområdet är högsta punkten. Vattendraget som avvattnar avrinningsområdet har biflödesordning 5, vilket innebär att vattnet flödar genom totalt 5 vattendrag innan det når havet efter 421 kilometer. Avrinningsområdet består mestadels av skog (75 procent) och sankmarker (13 procent). Avrinningsområdet har 0,61 kvadratkilometer vattenytor vilket ger det en sjöprocent på 3,7 procent.